# Тамано
Тама́но (яп. 玉野市 Тамано-си) — город в Японии, находящийся в префектуре Окаяма. Площадь города составляет 103,63 км², население — 61 557 человек (1 августа 2014), плотность населения — 594,01 чел./км².

## Географическое положение
Город расположен на острове Хонсю в префектуре Окаяма региона Тюгоку. С ним граничат города Окаяма, Курасики, Такамацу и посёлки Наосима, Тоносё.

## Население
Население города составляет 61 557 человек (1 августа 2014), а плотность — 594,01 чел./км². Изменение численности населения с 1980 по 2005 годы:
| 1980 | 77 803 чел. |  |
| 1985 | 76 954 чел. |  |
| 1990 | 73 238 чел. |  |
| 1995 | 71 330 чел. |  |
| 2000 | 69 567 чел. |  |
| 2005 | 67 047 чел. |  |

## Символика
Деревом города считается Quercus phillyraeoides, цветком — рододендрон.

## Культура
С 2010 года Тамано является одной из четырнадцати локаций (двенадцать островов и два приморских города), где проводится международный фестиваль современного искусства Триеннале Сетоути.

## Города-побратимы
- Окая, Япония (1980)
- Тхонъён, Республика Корея (1981)
- Цзюцзян, Китай (1996)
- Глостер, США (2004)